# Silicon Power
 (février 2018).
Si vous disposez d'ouvrages ou d'articles de référence ou si vous connaissez des sites web de qualité traitant du thème abordé ici, merci de compléter l'article en donnant les références utiles à sa vérifiabilité et en les liant à la section « Notes et références ».
Silicon Power Computer & Communication Incorporation est une société taïwanaise fondée en 2003. Elle fabrique divers matériels électroniques et informatiques comme des disques durs externes, des clés USB, des disques électroniques (SSD), etc.

## Description
Son siège social est situé dans le district de Neihu à Taipei et dispose de plusieurs bureaux répartis en Europe, Asie et Amérique du Nord :  Japon, Pays-Bas, Russie, Chine, Inde, États-Unis d'Amérique, Corée du Sud.